# Liste des évêques de Teramo
Cette liste recense les évêques qui se sont succédé sur le siège de Teramo. En 1252, le diocèse de Penne est uni aeque principaliter au diocèse d'Atri avec les évêques de Penne gérant les deux juridictions. Pie XII met fin à l'union en 1949 et uni Atri au diocèse de Teramo. Les deux diocèses sont pleinement unis en 1986 et la nouvelle circonscription prend le nom de diocèse de Teramo-Atri.

## Évêques de Teramo
- Opportuno (601- ?)
- Sigismondo (mentionné en 844)
- Geremia (853-861)
- Giovanni Ier (879-886)
- Ruggero Ier (mentionné en 887)
- Giovanni II (891-926)
- Landolfo (948-963)
- Pietro Ier (976-1036)
- Sansone (mentionné en 1041)
- Suigero (1047-1052)
- Pietro III (1056-1068)
- Bertoldo (mentionné en 1075)
- Ugone  (mentionné en 1086)
- Guido Ier (1100-1101)
- Uberto (1103-1114)
- Saint Bernard Paleara, O.S.B (1116-1122)
- Guido II (1123-1170)
- Dionisio (1170-1176), nommé archevêque d'Amalfi
- Attone Ier  (1179-1204)
- Matanciano (? -1205)
- Sasso (1207-1214)
- Riccardo (1218-1219)
- Pietro IV (1221-1229)
- Silvestro (1232-1235)
- Attone II (1236-1251)
- Matteo di Bellante (1252-1267)
- Gentile da Sulmona (1267-1270)
- Rainaldo de Barili (1272-1278)
- Ruggero II (1282-1291)
- Francesco (1295-1301)
- Rainaldo di Acquaviva (1301-1314)
  - Siège vacant (1314-1317)
- Niccolò degli Arcioni (1317-1355)
- Stefano di Teramo (1355-1363)
- Pietro de Valle (1363-1396)
- Corrado de' Melatino (1396-1405)
  - Antonio Melatino (1405-1407), administrateur apostolique
- Marino de Tocco (1407-1412), déposé
- Stefano da Carrara (1412-1427), nommé évêque de Tricarico
- Benedetto Guidalotti (1427-1429), nommé évêque de Recanati et Macerata
- Giacomo Cerretani (1429-1440)
- Mansueto Sforza degli Attendoli (vers 1440/1443)
- Francesco Monaldeschi (1443-1450), nommé évêque d'Ascoli Piceno
- Bienheureux Antonio Fatati (it) (1450-1463), nommé évêque d'Ancone
- Giovanni Antonio Campano (1463-1477)
- Francesco Pietro Luca, O.P (1477-1477)
- Pietro Minutolo (1478-1478)
- Francesco de Perez (1479-1489), nommé archevêque de Tarante
  - Giovanni Battista Petrucci (1489-1493), administrateur apostolique nommé évêque de Caserte
- Filippo Porcelli (1493-1517)
- Camillo Porzj (1517-1522)
- Francesco Cherigatto (1522-1539)
- Bartolomeo Guidiccioni (1539-1542)
- Bernardino Silverii-Piccolomini (1542-1545), nommé archevêque de Sorrente
  - Giacomo Savelli (1545-1546), administrateur apostolique
- Giovanni Giacomo Barba, O.E.S.A (1546-1553), nommé évêque de Terni
- Giacomo Silverii-Piccolomini (1553-1581)
- Giulio Ricci (1581-1592)
- Vincenzo Bugiatti da Montesanto, O.P (1592-1609)
- Giambattista Visconti, O.E.S.A (1609-1638)
- Girolamo Figini-Oddi (1639-1659)
- Angelo Mausoni (1659-1665)
- Filippo Monti (1666-1670), nommé évêque d'Ascoli Piceno
- Giuseppe Armenj (1670-1693)
- Leonardo Cassiani (1693-1715)
  - Siège vacant (1715-1719)
- Giuseppe Riganti (1719-1720)
- Francesco Maria Tansj (1721-1723)
- Pietro Agostino Scorza (1724-1731), nommé archevêque d'Amalfi
- Tommaso Alessio de' Rossi (1731-1749)
- Panfilo Antonio Mazzara (1749-1766)
- Ignazio Andrea Sambiase, C.R (1767-1776), nommé archevêque de Conza
- Luigi Maria Pirelli, C.R (1777-1804), nommé archevêque de Trani
- Francesco Antonio Nanni, C.M (1805-1822)
- Giuseppe Maria Pezzella, O.S.A (1823-1828)
- Alessandro Berettini (1830-1849)
- Pasquale Taccone (1850-1856)
- Michele Milella, O.P (1859-1888)
- Francesco Trotta (1888-1902), nommé archevêque titulaire de Gortyne (de)
- Alessandro Beniamino Zanecchia-Ginnetti, O.C.D (1902-1920)
- Settimio Quadraroli (1921-1927)
- Antonio Micozzi (1927-1944)
- Gilla Vincenzo Gremigni, M.S.C (1945-1949), nommé évêque de Teramo et Atri

## Évêques de Teramo et Atri
- Gilla Vincenzo Gremigni, M.S.C (1949-1951)
- Stanislao Amilcare Battistelli, C.P (1952-1967)
- Abele Conigli (1967-1986)

## Évêques de Teramo-Atri
- Abele Conigli (1986-1988)
- Antonio Nuzzi (1988-2002)
- Vincenzo D'Addario (2002-2005)
- Michele Seccia (2006-2017)
- Lorenzo Leuzzi (2017- )

## Sources
- http://www.catholic-hierarchy.org